# Neothetalia nimia
Neothetalia nimia är en skalbaggsart som först beskrevs av Thomas Casey 1910.  Neothetalia nimia ingår i släktet Neothetalia och familjen kortvingar. Inga underarter finns listade i Catalogue of Life.